# Francisca Oboh Ikuenobe
Francisca Oboh-Ikuenobe , née en août 1962, est une géologue nigériane originaire d'Ubiaja, dans la région du gouvernement local Esan de l'État d'Edo. Elle est spécialiste en palynologie et sédimentologie et est professeure de géologie et titulaire par intérim d'une chaire au département « Géosciences, et ingénierie géologique et pétrolière » de la Missouri University of Science and Technology (en). 

## Biographie

### Études et début de carrière
Francisca Oboh-Ikuenobe obtient son baccalauréat du lycée pour filles St. Maria Goretti de Benin City, au Nigeria. Elle obtient une licence de géologie en 1983 et est embauchée comme géologue de production pour la branche Nigériane de la société Shell à Lagos et comme palynologue au laboratoire Shell de géologie de l'État de Warri Delta, avant de reprendre ses études supérieures.  
En 1987 elle est diplômée d'un master en géologie appliquée, de l'université d'Ife (aujourd'hui l'université Obafemi-Awolowo), puis y occupe un poste de chargée de cours. Elle obtint par la suite une bourse d'études Commonwealth pour effectuer un doctorat au département des Sciences de la Terre de l’université de Cambridge (New Hall, maintenant le Murray Edwards College). En 1991 elle soutint sa thèse intitulée « Reconstruction paléoenvironnementale du réservoir E2.0 dans le Kolo Creek Field, Delta du Niger (Nigéria) » et rejoint la même année l'université des sciences et technologies du Missouri en tant que professeur assistant en géologie. 

### Parcours académique
En 1997, Francisca Oboh-Ikuenobe est nommée professeure associée (Associate Professor) de géologie, en 2005, elle devient professeure (Full Professor) et de 2006 à 2014, chef de programme en géologie et géophysique. Elle fut nommée présidente de département par intérim de janvier 2015 à juillet 2017  En plus de ses fonctions académiques, elle travaille en tant que sédimentologue de bord au cours d'une mission de l'Ocean Drilling Program (Leg 159, Eastern Equatorial Atlantic Transform Margin) de janvier à février 1995. Entre autres fonctions, elle fut présidente élue, présidente et ancienne présidente de l'AASP (The Palynological Society) de 2010 à 2013  membre extraordinaire du comité sur la diversité dans le comité des géosciences de la Geological Society of America de 2012 à 2015, directrice de l’Association for Women Geoscientists de 2005 à 2008, et membre du comité de rédaction de la revue Palynology de 1995 à 2009.   
En 2010 et 2011, elle dirige l'atelier «On the Cutting Edge», un programme de développement professionnel destiné aux membres actuels et futurs du corps professoral en géosciences, soutenu par l'Association nationale des professeurs de géoscience et financé par la National Science Foundation. Depuis 2013, elle est membre du comité scientifique de l'International Geoscience Programme (Global Change Group), placé sous l'égide de l'UNESCO / Union internationale des sciences géologiques. 

## Recherche
Ses recherches relèvent principalement de la palynologie et de la sédimentologie, comprenant des études sur le pollen et d'autres palynomorphes dans les sédiments et les roches sédimentaires en tant qu'indicateurs de conditions biostratigraphiques, paléoécologiques et paléoclimatiques. Elle procède également à l'intégration de palynofacies à la géochimie organique.

## Récompenses
- American Men and Women of Science, de 1994 à aujourd'hui
- Prix SEPM pour article de journal exceptionnel, Journal of Sedimentary Research 2007
- Prix Science et Technologie, Forum du peuple nigérian - États-Unis, 2008
- Comité des visiteurs de la NSF, 2008 [10]
- Candidat à la liste des spécialistes Fulbright, 2010-2015[11]
- Elite American Educators[12], 2010 – présent
- Femme de l'héritage, La voix des femmes Edo, 2011
- Membre élu de la Société américaine de géologie, 2011
- Prix du meilleur poster - XXIIIe Congrès brésilien de paléontologie, Gramado, 2013
- Membre élu, Association américaine pour l'avancement des sciences (AAAS), 2017